# Indução da mesoderme
A indução da mesoderme é o processo pelo qual as células do polo vegetal do embrião modelam o desenvolvimento das células do polo animal para que estas se tornem células mesodérmicas. Atualmente, sabe-se que esse processo envolve a ação de morfógenos produzidos em diferentes partes do polo vegetal, como moléculas da família TGFβ relacionadas a genes nodais, e a ação de moléculas de origem materna (via óvulo), como o fator de crescimento do fibroblasto (FGF).

## Definição
A indução, em embriologia, é o processo biológico pelo qual uma região do embrião produz substâncias químicas capazes de modelar o desenvolvimento de células de outras regiões. A indução da mesoderme é o processo pelo qual células do polo vegetal do embrião liberam morfógenos (como fatores de crescimento) capazes de indicar a algumas células do polo animal a sua transformação em mesoderme.

## Histórico
O papel de moléculas na indução célula-célula foi primeiro estabelecido em 1923, por Hans Spemann, quando em um experimento ele adicionou parte da região dorsal de um embrião de sapo em estágio de gástrula à um embrião de outra espécie, em um estágio anterior. Ele observou que as células do entorno do implante se diferenciaram em tecidos da mesoderme, como a mesoderme axial, enquanto células mais distantes não sofreram o mesmo processo.
Apesar de ser conhecida desde o começo do século XX, a indução da mesoderme em si começou a ser desvendada somente a partir das décadas de 60 e 70, por Peter Nieuwkoop. Ele mostrou que a retirada do polo vegetal da célula impedia a transformação do polo animal em mesoderme, entretanto, quando se adicionava uma cultura de células do polo vegetal às células do polo animal, essa região voltava a poder originar a mesoderme. Esse experimento foi essencial para apontar que a presença do polo vegetal era necesária para o desenvolvimento da mesoderme.
Já em 1987, Jonathan Slack e colaboradores descobriram que a região ventral e dorsal do polo vegetal induziam diferentes regiões do polo animal do embrião. Além disso, neste trabalho, Slack descobriu que o fator de crescimento do fibroblasto (FGF) seria uma possível molécula necessária à indução da mesoderme.
Desde então, diversas moléculas vêm sendo descobertas como fatores indutores da mesoderme, sendo estas moléculas tanto maternas (já presentes no óvulo), quanto zigóticas (formadas após a fertilização).

## Moléculas Atuantes no Processo de Indução
As moléculas responsáveis pela indução da mesoderme são constantemente descobertas, entretanto, alguns sinais químicos possuem maior importância biológica e histórica nesse processo. São eles:

### Fator de Crescimento do Fibroblasto (FGF)
Um trabalho de Jonathan Slack e colaboradores revelou que haveria a presença de três sinais principais na indução da mesoderme. Um sinal inicial (VV) seria realizado por moléculas químicas produzidas na região ventral do polo vegetal do embrião, as quais induziriam a região ventral do polo animal a se transformarem em mesoderme. Um segundo sinal (DV), produzido na região dorsal do polo vegetal, agiria sobre a mesoderme dorsal e o Organizador de Spemann, o qual por sua vez produziria um sinal (O) que agiria sobre a região da mesoderme em todo o embrião. Esses resultados foram obtidos principalmente por experimentos de implantes e explantes entre regiões do embrião. Por exemplo, a retirada da região ventral do polo vegetal do embrião afeta, principalmente, o desenvolvimento da mesoderme ventral, assim como a retirada de células do polo vegetal dorsal afetam a atuação do Organizador de Spemann no desenvolvimento da mesoderme.
Neste mesmo artigo, foi demonstrado que um fator de crescimento isolado poderia levar à indução da mesoderme assim como ocorre entre as células do polo vegetal e do polo animal naturalmente. Neste experimento, Slack purificou FGF (fator de crescimento do fibroblasto) e o utilizou para induzir a geração de mesoderme, que se assimilou ao sinal VV neste processo. Outro experimento do mesmo ano, de Kimelman e Kirschner, demonstrou que a heparina era capaz de bloquear a indução da mesoderme promovida naturalmente pelo polo vegetal, o que reforçou a suspeita de FGF ser um fator de indução mesodérmico, uma vez que ele é capaz de se associar à heparina.
Apesar de ter sido apontado como um importante fator para a formação da mesoderme, foi descoberto na década de 90 que o FGF é apenas importante para a sinalização das regiões marginais do polo animal. Ou seja, o FGF atua somente na indução de das células na região de contato entre o polo animal e o polo vegetal do embrião, fazendo as células do polo animal dessa região expressarem genes que mantém a formação da mesoderme. Estas células produzem fatores de indução chamados de endógenos, visto que as moléculas que elas produzem atuam no mesmo polo embrionário que se encontram.

### Moléculas de Genes Nodais
As moléculas produzidas por genes nodais são parte da superfamília de moléculas TGFβ, as quais possuem participação importante durante o desenvolvimento de diversos tecidos do embrião. No caso da indução mesodérmica, os as moléculas de genes nodais possuem papel importante na ativação de proteínas quinases que causam a fosforilação de moléculas intracelulares e geram cascatas de reações na célula. De modo geral, essas moléculas agem na ativação de outra classe de moléculas, as Smads, as quais, por sua vez, possuem a capacidade de interagir com o núcleo da célula, de modo a modificar a transcrição de genes. Dentre os modelos de estudo mais utilizados, humanos, ratos e galinhas possuem apenas um gene nodal conhecido, enquanto o zebra fish possue ao menos três genes bem estabelecidos: squint (sqt), cyclops (cyc) e southpaw (spaw).
A ação das moléculas de genes nodais é muito ampla, de forma que estudos com mutantes para a produção dessas substâncias puderam observar efeitos como a falta de órgãos durante o desenvolvimento ou até mesmo defeitos relacionados à formação do sistema nervoso.

### Wnts e BMPs
Estudos mais recentes, utilizando técnicas de manipulação de genes e de inserção de RNAs específicos dentro de estágios iniciais do desenvolvimento do embrião permitiram aos cientistas encontrarem mais genes que codificam moléculas importantes para a indução da mesoderme. Entre essas moléculas destacam-se os Wnts e os BMPs, as quais também possuem a capacidade de modificar a expressão de genes no núcleo das células do polo animal e, consequentemente, atuar na diferenciação da mesoderme em todo o embrião, mesmo que pesquisas mais recentes apontem que o Wnt seja responsável, principalmente, pela diferenciação de células do organizador.

## Funcionamento das Moléculas

### FGFs
A ligação do FGF ao seu receptor (FGFr), resulta na mudança do domínio citossólico desta molécula, causando a ativação da proteína G, que por sua vez ativa a quinase Raf. Esta segue a cascata de fosforilação com a quinase Mek, que por sua vez fosforila a proteína Mapk. Essa proteína é capaz de entrar no núcleo celular e ativar fatores de transcrição, que mudam a produção de proteínas na célula.

### Nodal e BMP
As cascatas de reações iniciadas pelos sinalizadores nodais e BMP são muito semelhantes. A molécula sinalizadora se liga a receptores do tipo 1 e do tipo 2 (específicos para cada molécula), de modo a levar o domínio citossólico do receptor tipo 2 a fosforilar o receptor do tipo 1, que então fosforila e ativa um fator Smad. Estas moléculas são capazes de se dirigir ao núcleo celular e ativar a transcrição de alvos específicos, necessários para que a célula se torne mesodérmica.

### Wnts
O Wnt se liga ao receptor de membrana Fizzled/LRP que causa uma resposta intracelular ao ativar a proteína G. Esta, por sua vez, fosforila o complexo da β-Catenina, que é então desligada deste agrupamento proteico e passa a ser capaz de transpor a carioteca. Dentro do núcleo ela pode recrutar fatores de transcrição que se ligam aos promotores gênicos de sequências importantes para a destinação em mesoderme da célula.